# Свиньин, Александр Дмитриевич
Александр Дмитриевич Свиньин (16 [28] мая 1831 года, Старый Алексинец, Кременецкий уезд, Волынская губерния — 11 [24] июля 1913 года, Санкт-Петербург) — русский военный и государственный деятель, генерал от артиллерии, командир Отдельного корпуса пограничной стражи (1893—1908), член Государственного совета (1908—1913).

## Биография
Родился 16 мая 1831 года в семье артиллерийского офицера Дмитрия Елисеевича Свиньина, происходившего из старинного дворянского рода. Образование получил в Дворянском полку, из которого выпущен 7 августа 1851 года прапорщиком в батарейную № 4 батарею 3-й полевой артиллерийской бригады. В 1853 году произведён в подпоручики, в 1855 году — в поручики. 28 августа 1860 года за отличия по службе произведён в штабс-капитаны.
В 1863 году назначен на должность старшего адъютанта при управлении артиллерии Виленского военного округа. В 1864 году назначен исправляющим должность правителя дел этого управления. За отличия по службе 24 февраля 1864 года произведён в капитаны, 16 апреля 1867 года — в подполковники, и 1 февраля 1869 года — в полковники.
9 апреля 1875 года назначен командиром 1-й батареи 29-й артиллерийской бригады. 25 марта 1877 года назначен на должность командующего 30-й артиллерийской бригадой, во главе которой принял участие в войне с Турцией. После перехода через Дунай участвовал в осаде Плевны. Во время второго штурма Плевны 18 июля полковник Свиньин был ранен осколком гранаты и за отличие 13 декабря был награждён золотой саблей с надписью «За храбрость». За отличие при отражении атаки армии Османа-паши 19 августа награждён орденом Святой Анны 2-й степени с мечами. При третьем штурме Плевны 30 августа вновь отличился, за что награждён орденом Святого Владимира 3-й степени с мечами. В день падения Плевны, 28 ноября 1877 года, награждён чином генерал-майора, с утверждением в должности командира бригады. После перехода через Балканы, с мая по сентябрь 1878 года занимал со своей бригадой передовые позиции перед Константинополем.
2 сентября 1878 года назначен помощником начальника артиллерии княжества Болгарского. Находился на этой должности до 25 августа 1879 года. За отлично-усердную службу в составе оккупационной армии награждён орденом Святого Станислава 1-й степени. 11 сентября 1879 года вновь назначен командиром 30-й артиллерийской бригады, с зачислением в списки 1-й батареи. 24 августа 1886 года назначен начальником артиллерии 7-го армейского корпуса, и 30 августа произведён в генерал-лейтенанты. 14 мая 1889 года назначен начальником артиллерии Гвардейского корпуса с зачислением по гвардейской пешей артиллерии.
14 февраля 1893 года назначен на должность инспектора Пограничной стражи, с оставлением в списках гвардейской артиллерии. При образовании 15 октября 1893 года Отдельного корпуса пограничной стражи (ОКПС) назначен первым его командиром.
Министр финансов С. Ю. Витте так описывал это назначение:

Тогда же явился вопрос: кого назначить корпусным командиром?
По указанию генерала Ванновского — я выбрал трёх лиц (лично я всех этих трех лиц не знал), причём по предыдущей деятельности — из этих трёх лиц мне боле всех был симпатичен генерал Свиньин, потому что он был — боевой генерал, который очень отличился при взятии Плевны (потом он был начальником гвардейской артиллерии).
Государь Император знал всех, в том числе и Свиньина, и, с своей стороны, одобрил назначение Свиньина корпусным командиром, сказал мне, что это очень хороший выбор и что он его лично знает.

На посту командира корпуса непосредственно руководил реорганизацией пограничной стражи в военизированную структуру. Корпус разделялся на бригады, распределённые по округам пограничной стражи. Охранная стража КВЖД была окончательно влита в ОКПС с преобразованием в Заамурский округ. Для контроля за морскими границами была создана флотилия ОКПС. Способствовал проведению преобразований, нацеленных на улучшение условий службы офицеров и нижних чинов, развитие медицинской и ветеринарной службы, на усиление и улучшение пограничного надзора, прежде всего в Закавказье, Средней Азии и Дальнем Востоке. Неоднократно совершал инспекционные поездки в отдалённые окраины империи. За отличную службу в 1898 году произведён в генералы от артиллерии, награждён рядом высших орденов.
16 апреля 1908 года назначен в Государственный совет, с отчислением от должности командира Отдельного корпуса пограничной стражи. Входил в число неприсутствующих членов Государственного совета.
Состоял в списках лейб-гвардии 1-й артиллерийской бригады, 1-й батареи 30-й артиллерийской бригады и Отдельного корпуса пограничной стражи.
Скончался 11 июля 1913 году в Санкт-Петербурге. Высочайшим приказом от 23 июля исключён из списков умершим. Похоронен на Никольском кладбище Александро-Невской лавры.

## Семья
Жена — Евгения (1859—1942), дочь минского вице-губернатора Александра Васильевича Лучинского. Погибла в блокадном Ленинграде во время Великой Отечественной войны, похоронена на Серафимовском кладбище в братской могиле.
Сын — Владимир (1881—1915), капитан 1 ранга, флагманский артиллерийский офицер штаба Морских сил Балтийского флота. Во время Русско-японской войны служил на броненосце «Ретвизан» и участвовал в обороне Порт-Артура, за что удостоен четырёх боевых орденов. В Первую мировую войну, 12 (25) сентября 1915 года, смертельно ранен во время боя линкора «Слава» с германскими полевыми батареями в Рижском заливе. Умер 13 сентября 1915 года, похоронен рядом с отцом. Был женат на Лидии Викторовне Буниной, имел дочь Ирину (род. 1913).
Дочь — Людмила (род. 1883), замужем за полковником Борисом Андреевичем Дуровым (1879—1977), имела дочерей Анастасию (1908—1999) и Надежду. После революции 1917 года эмигрировала с семьёй во Францию.

## Чины
За время службы последовательно произведён в чины:
- прапорщик (7 августа 1851 года),
- подпоручик (старшинство с 2 октября 1853 года),
- поручик (старшинство с 20 октября 1855 года),
- штабс-капитан (старшинство с 28 августа 1860 года),
- капитан (старшинство с 24 февраля 1864 года),
- подполковник (старшинство с 16 апреля 1867 года),
- полковник (старшинство с 1 февраля 1869 года),
- генерал-майор (старшинство с 28 ноября 1877 года),
- генерал-лейтенант (старшинство с 30 августа 1886 года),
- генерал от артиллерии (старшинство с 6 декабря 1898 года).

## Награды
За свою многолетнюю службу удостоен многочисленных наград:
- орден Святого Станислава 3-й степени (1858),
- орден Святого Станислава 2-й степени (1874),
- орден Святого Владимира 4-й степени (1877),
- орден Святой Анны 2-й степени с мечами (1877),
- золотая сабля с надписью «За храбрость» (1877),
- орден Святого Владимира 3-й степени с мечами (1878),
- орден Святого Станислава 1-й степени (1879),
- орден Святой Анны 1-й степени (1884),
- орден Святого Владимира 2-й степени (1890),
- знак отличия беспорочной службы за XL лет (1893),
- орден Белого орла (1895),
- орден Святого Александра Невского (1896),
- бриллиантовые знаки ордена Святого Александра Невского (6.08.1901),
- знак отличия беспорочной службы за L лет (1902),
- орден Святого Владимира 1-й степени (6.05.1906),
- медали.

Иностранные:
- крест «За переход через Дунай» (Румыния, 1877),
- орден Короны 1-й степени (Пруссия, 1890),
- командорский крест ордена Почётного легиона (Франция, 1897),
- орден «Тадж» с бриллиантовыми украшениями (Бухара, 1902).